# Beatriu de Borgonya (senyora de Borbó)
Beatriu de Borgonya (1257 - Castell de Murat, 1 d'octubre de 1310) va ser comtessa del Charolais i senyora de Borbó. Era filla de Joan de Borgonya, comte del Charolais i d'Agnès de Borbó-Dampierre, senyora de Borbó.
Es va casar al 1272 amb Robert de Clermont, comte de Clermont-en-Beauvaisis, fill del rei Lluís IX de França. Van tenir diferents fills:
- Lluís I de Borbó, duc de Borbó, comte de Clermont i de La Marca.
- Blanca, casada amb Robert VII, comte d'Alvèrnia i de Boulogne
- Joan del Charolais, comte del Charolais
- Maria, prioressa del Priorat de Sant Lluís de Poissy[1]
- Pere, sacerdot a París
- Margarida, casada amb Joan I, comte de Namur

Beatriu i Robert van ser els fundadors de la dinastia Capet de Borbó, que diversos anys més tard, el 1589, ocuparia el tron de França amb Enric III de Navarra.